# Formula One Championship Edition
Formula One Championship Edition è un simulatore di guida di Formula 1 sviluppato da SCE Studio Liverpool e pubblicato da Sony Computer Entertainment per PlayStation 3.
Il videogioco è basato sulla stagione 2006. È essenzialmente un riadattamento per PlayStation 3 di Formula One 06 precedentemente distribuito per PlayStation 2 e PlayStation Portable.
Fu l'ultimo gioco su licenza Formula 1 sviluppato da SCE Studio Liverpool e pubblicato da Sony Computer Entertainment.

## Modalità di gioco
Vi sono diverse modalità di gioco, le stesse della versione PlayStation 2:
- Gara veloce;
- Prova cronometrata;
- Weekend Gran Premio;
- Campionato del Mondo;
- Carriera;
- Multigiocatore.

## Contenuti storici

### Circuiti classici
- Circuito di Jerez-Sede del precedente Gran Premio di Spagna.

### Auto classiche
- 1950-Alfa Romeo 158
- 1960-Cooper T51
- 1965-Honda RA272
- 1970-Lotus 49C
- 1973-Lotus 72E
- 1977-Renault RS01
- 1978-Williams FW06
- 1996-Williams FW18

Il Circuito di Jerez e le auto classiche sono utilizzabili solamente nella prova cronometrata

## Telecronaca
- Andrea De Adamich
- Claudia Peroni